# Rigadin fait un riche mariage
Pour plus de détails, voir Fiche technique et Distribution.
Rigadin fait un riche mariage est un film muet français réalisé par Georges Monca, sorti en 1913.

## Fiche technique
- Titre : Rigadin fait un riche mariage
- Réalisation : Georges Monca
- Scénario : Camille Ducroy
- Photographie :
- Montage :
- Société de production : Pathé Frères
- Société de distribution : Pathé Frères
- Pays d'origine :  France
- Langue : film muet avec les intertitres en français
- Métrage : 305 mètres
- Format : Noir et blanc — 35 mm — 1,33:1 — Muet
- Genre :  Comédie
- Durée : 10 minutes et 10 secondes
- Dates de sortie : 
  - France : 19 décembre 1913

## Distribution
- Charles Prince : Rigadin
- Andrée Pascal : Christiane
- Maria Fromet : Williams
- André Simon
- Lucy Mareil
- Armand Lurville
- Gaston Dupray
- Gabrielle Lange